# Льюис, Леннокс
Леннокс Льюис (англ. Lennox Lewis; род. 2 сентября 1965, Вест-Хэм, Большой Лондон) — канадский и британский боксёр-профессионал, выступавший в тяжёлой весовой категории.
В составе сборной Канады чемпион Олимпийских игр (1988), чемпион Северной Америки (1987) в категории свыше 91 кг среди любителей.
Среди профессионалов — абсолютный чемпион мира (1999) в тяжёлом весе. Чемпион мира в тяжёлой весовой категории по версиям WBC (1993—1994, 1997—2001 и 2001—2003), IBF (1999—2001 и 2001—2002), WBA (1999). Победил 15 бойцов за титул чемпиона мира в тяжёлом весе. Введён в Международный зал боксёрской славы, во Всемирный зал боксерской славы, в Зал славы бокса штата Невада.
Лучшая позиция в рейтинге Pound for Pound — 8 (2000). Занимает 35-е место в рейтинге лучших боксеров всех времен и народов вне зависимости от весовой категории по версии BoxRec.

## Биография
Родился 2 сентября 1965 года в Лондоне у иммигрантов с Ямайки. При рождении его вес составлял 4,8 кг. Льюис получил имя Леннокс от доктора, который сказал, что младенец «выглядит как Леннокс».
В 1977 году, когда мальчику исполнилось 12 лет, семья Льюисов перебралась в Китченер (Канада). Леннокс поступил в высшую школу Камерон Хайтс, где играл в канадский футбол, в европейский футбол и в баскетбол.
В учебных 1982—1983 годах помог баскетбольной команде школы (рейтинг AAA) победить в региональном чемпионате провинции Онтарио. В конечном счёте Леннокс решил, что его любимым видом является бокс. Он стал ведущим боксёром-любителем и выиграл чемпионат мира по боксу среди юниоров в 1983 году.
В 2015 году стало известно, что Льюис переехал на постоянное место жительства на свою историческую родину — на Ямайку. Он продал всю свою недвижимость в Лондоне и купил шикарный особняк в городе Монтего-Бей на Ямайке, находящийся на склоне горы и с роскошным видом на Карибское море.

## Любительская карьера
- 1980. Участник юношеского чемпионата провинции Онтарио
  - Проиграл по очкам Доновану Раддоку (Канада) 2-3
- 1983. Победитель юношеского чемпионата мира
- 1984. Участник Олимпийских игр 1984 года
  - Победил Мохаммада Юсуфа (Пакистан) RSC 3
  - Проиграл Тайреллу Биггсу (США) 0-5
- 1985. Серебряный призёр кубка мира (Сеул, Корея), в финале уступил Вячеславу Яковлеву (СССР)
- 1986. Победитель Игр Содружества
- 1986. Проиграл в полуфинале Валерию Абаджяну (СССР) на RSC3 на турнире TSC Tournament, Вернер-Зеленбиндер-Галле, Берлин, ГДР.
- 1986. Участник чемпионата мира, проиграл в первом туре болгарину Петру Стоянову (2:3)
- 1987. Серебряный призёр Панамериканских игр. Проиграл в финале кубинцу, Хорхе Луису Гонсалесу[англ.]
- 1987. Призёр чемпионата Северной Америки. Победил в финале Хорхе Луиса Гонсалеса[англ.]
- 1988. Победитель Олимпийских Игр
  - Победил Криспайна Одеру (Кения) RSC 2
  - Победил Улли Кадена (Восточная Германия) RSC 1
  - Без боя прошёл Януша Заренкевича (Польша)
  - Победил Риддика Боу (США) RSC 2

В 1988 году в Сеуле на Олимпийских играх Леннокс выступал за Канаду. В финале турнира он встретился с американским боксером Риддиком Боу. Первые две минуты первого раунда соперники присматривались друг к другу, Боу был более результативен за счет правого хука и апперкота, но в конце раунда рефери снял с него очко за опасное движение головой. Во втором раунде Льюис провел успешную атаку и рефери отсчитал первый нокдаун. Льюис провел ещё несколько успешных атак, затем пробил правый кросс в челюсть сразу после клинча. Рефери отсчитал второй нокдаун и решил остановить бой. Таким образом Леннокс стал олимпийским чемпионом.
Победу Льюиса несколько подмывает тот факт, что Олимпиаду бойкотировала традиционно сильная в боксе Куба (иначе он с высокой долей вероятности мог встретиться с Теофило Стивенсоном). На любительском ринге Льюис трижды встречался с советскими спортсменами и трижды проигрывал (Вячеславу Яковлеву в ноябре 1985, Валерию Абаджяну в сентябре 1986, Александру Мирошниченко в апреле 1988).

## Профессиональная карьера
27 июня 1989 года дебютировал на профессиональном ринге. Соперником Леннокса Льюиса стал британский боксёр Эл Малколм, которого он нокаутировал во втором раунде.
В июне 1990 года Льюис победил по очкам бывшего претендента на титул Осси Окасио.
31 октября 1990 года, Льюис нокаутировал в 6-м раунде француза Жана-Мориса Шане, и завоевал титул чемпиона Европы по версии EBU.
В марте 1991 года состоялся бой двух небитых проспектов Леннокса Льюиса (14-0) и Гэри Мейсона (35-0). В 7-м раунде Льюис нокаутировал противника и завоевал титул Британского Содружества.
В июле 1991 года Льюис в 6-м раунде нокаутировал бывшего чемпиона мира Майкла Уивера.
В ноябре 1991 года Льюис встретился с олимпийским чемпионом Тайреллом Биггсом. Биггс постарел и утратил былую скорость, но тем не менее выглядел неплохо. 1 раунд прошёл в разведке с дальней дистанции, 2 раунд прошёл в размене ударами. В 3 раунде Биггсу удавалось немного переигрывать Льюиса, но за минуту до конца раунда Льюис пробил правый боковой, Тайрелл Биггс упал, но сразу поднялся. Пытаясь отыграться, Биггс пробил длинный боковой, сильно провалившись. Льюис провёл встречный хук и снова отправил Биггса в нокдаун. Биггс с трудом поднялся. Льюис кинулся его добивать, Биггс ушёл в защиту у канатов, но в итоге снова упал на пол. Льюис победил техническим нокаутом в 3 раунде, тем самым взяв реванш за поражение в четвертьфинале Олимпиады.
В 1992 году состоялся турнир 4-х сильнейших тяжеловесов мира за звание абсолютного чемпиона. Были образованы две пары Леннокс Льюис — Донован Раддок и Эвандер Холифилд — Риддик Боу. Победители пар должны были в финале выявить сильнейшего.

### Бой с Донованом Раддоком
31 октября 1992 года состоялся бой между Ленноксом Льюисом и Донованом Раддоком спустя 12 лет после их встречи в любителях, где Раддок победил Льюиса. На этот раз Льюис оказался сильнее. Он трижды отправлял Раддока в нокдаун: 1 раз в 1-м раунде и 2 раза во 2-м раунде. После 3-го падения рефери остановил бой и зафиксировал победу Льюиса техническим нокаутом.

### Несостоявшийся бой с Риддиком Боу
В ноябре того же года Риддик Боу в упорном бою победил по очками действующего абсолютного чемпиона Эвандера Холифилда. Боу обязан был провести следующий бой против Льюиса, но, памятуя о своём поражении в финале Сеульской Олимпиады, отказался, решив провести реванш с Холифилдом. Так как Льюис был британцем, то 2 из 3-х боксерских организаций решили не препятствовать реваншу. WBC решила не мириться с беспределом и отобрала у Боу свой пояс. Узнав об этом решении, Боу созвал пресс-конференцию и демонстративно выбросил пояс WBC в мусорное ведро. WBC в долгу не осталось: Боу был навсегда вычеркнут из рейтингов этой организации.

### Чемпионский бой с Тони Такером
В мае 1993 года Льюис встретился с обязательным претендентом Тони Таккером. Фаворитом в этом бою был Льюис (на его победу принимались из расчета 6 к 1). Такер действовал вторым номером, проиграл дуэль джебов, зато выиграл по силовым попаданиям. Льюис в перерывах постоянно спрашивал у тренера Корреа, кто выиграл раунд. Льюис отправлял Такера в нокдаун в 3 и 9 раунде, однако Такер сам едва не сбил Льюиса с ног в 4, 7 и 11 раундах. Льюис в бою с Такером пропускал больше ударов чем Тайсон, хотя и Таккер пропустил больше ударов от Льюиса, нежели в бою с Майком. Бой был близкий, однако нокдауны Таккера (впервые в его карьере) во многом решили исход боя и после финального гонга судьи единогласным решением объявили победителем Льюиса, хотя его победа не выглядела впечатляющей.

### Бой с Фрэнком Бруно
В октябре 1993 года Леннокс Льюис встретился с Фрэнком Бруно. Это был первый раз, когда два британских боксёра боролись за титул чемпиона мира в супертяжёлом весе. Публика яростно поддерживала Бруно. На протяжении первых 5 раундов преимущество Бруно было неоспоримым. В конце 2 минуты 2 раунда Бруно провёл двойку в голову челюсть. Льюис пошатнулся, но устоял на ногах. Бруно кинулся его добивать, но Льюису удалось войти в клинч. В концовке раунда ситуация повторилась, Бруно снова потряс Льюиса, но Льюис начал вязать его и бить одной рукой по затылку, за что получил предупреждение. Уже в начале 3 раунда Бруно снова потряс Льюиса, поставив его на грань нокдауна, но Льюис чудом удержался на ногах. Весь раунд Бруно сотрясал Льюиса мощными и точными попаданиями. Лишь 4 раунд Льюис за счёт скорости, передвижений и избегания ближнего боя выиграл с небольшим преимуществом, однако уже в 5 Бруно снова серьёзно потряс Льюиса, хотя и Льюису удалось раз потрясти Бруно, но Бруно все равно выглядел лучше в этом раунде. У обоих боксёров к 6 раунду образовались гематомы над левым глазом. В 6 раунде завязалась рубка, в которой немного лучше выглядел Льюис. В 7 раунде снова завязалась рубка, Бруно загнал Льюиса в угол, и, увлёкшись атакой, опустил руки. Льюис провёл левый кросс, затем правый кросс, Бруно впал в состояние грогги, Льюис продолжил пробивать серии ударов. Рефери вмешался и прекратил бой. На момент остановки боя двое из трёх судей имели на своих картах равный счёт, а третий поставил 59-55 в пользу Бруно. Матч был тяжёлый, и, тем не менее, Льюис отстоял свой титул в 7-м раунде боя.

### Бой с Филом Джексоном
В мае 1994 года Льюис размялся на проходном противнике: в 8-м раунде был нокаутирован малопримечательный Фил Джексон.

### Первое поражение. Бой с Оливером Макколом
В сентябре 1994 года состоялся бой Леннокса Льюиса и Оливера Маккола. Льюис во 2-м раунде пропустил удар и упал на канвас. Он смог встать на счет 10, однако стоял на ногах нетвердо, и судья принял решение остановить бой. Это было 1-е поражение Льюиса. После боя Льюис потребовал реванш. Ему отказали.

### Отборочный бой с Лайнелом Батлером
В мае 1995 года состоялся отборочный бой за право встретиться с чемпионом по версии WBC между Льюисом и Лайнел Батлер. Батлер имел огромное количество поражений для претендента, тем не менее он смог выдать хорошую победную серию и добился права на элиминатор. Льюис нокаутировал противника в 5-м раунде.
Выиграв элиминатор, Льюис не смог добиться встречи с чемпионом, так как Маккол к тому времени проиграл битому Льюисом Фрэнку Бруно. Бруно затем проиграл Майку Тайсону. Тайсона затем лишили титула, и пояс в 1996 году объявили вакантным.

### Бой с Томми Моррисоном
В октябре 1995 года Льюис встретился с Томми Моррисоном. Льюис с первых секунд боя доминировал в ринге, не оставив ни малейшего шанса Моррисону. Во втором раунде он отправил Моррисона в нокдаун после апперкота, тот сразу встал. В пятом раунде Моррисон снова побывал в нокдауне. К шестому раунду Моррисон уже практически ничего не видел из-за сильных гематом под глазами. Льюис взвинтил темп, и отправил уже в третий нокдаун избитого Моррисона, тот встал. Льюис пошёл на добивание, а через минуту отправил Моррисона в четвёртый нокдаун, тот уже еле держался на ногах и уже полностью ничего не видел. Рефери Миллс Лейн остановил поединок ввиду одностороннего избиения и присудил победу Льюису техническим нокаутом в шестом раунде.

### Бой с Рэем Мерсером
В мае 1996 года Льюис вышел на ринг против Рэя Мерсера. Соперники всячески обменивались сильными апперкотами. В 10-раундовом поединке Льюис одержал труднейшую победу большинством голосов судей, в основном за счёт джебов с дальней дистанции. Решение было громко освистано толпой, считавшей, что Мерсер сделал достаточно, чтобы выиграть бой. Неофициальный результат от Associated Press показал победу Мерсера со счётом 97-93, в то время как неофициальный судья канала HBO Харольд Ледерман выставил ничью 95-95. Мерсер попал 60 % ударов по сравнению с 33 % Льюиса. Также у него был более высокий процент от общего числа ударов, 59 % против 44 %. Сам Льюис назвал этот бой самым тяжёлым боем в своей карьере.

### Реванш с Оливером Макколом
В феврале 1997 года состоялся бой за вакантный пояс WBC. По иронии судьбы противником Льюиса стал его единственный обидчик Оливер Маккол. Во 2-м раунде Маккол потряс Льюиса, но добить его не сумел. В 3 раунде Льюис пробил несколько жёстких ударов, остановивших постоянные атаки Маккола. После 3-го раунда Маккол начал прогуливаться по рингу. В 4-м раунде Маккол почти не защищался, начал ходить по рингу с опущенными руками, много пропускал, но не падал. Создалось впечатление, что Маккол находится в состоянии наркотического опьянения. Рефери Миллс Лейн сделал ему внушение, затем повторил то же самое в его углу, сказав, что если так будет продолжаться, то он остановит поединок. В 5-м раунде терпение Лейна кончилось, и бой был прекращён — технический нокаут в пользу Льюиса. После боя Маккол заявил, что в ходьбе кругом по рингу был его замысел: он хотел ввести в заблуждение Льюиса, а потом нокаутировать соперника.
В июле 1997 года Льюис встретился с небитым спойлером Генри Акинванде (32-0-1). Акинванде, как и Маккол, уклонялся от борьбы, только делал это посредством клинчей. Миллс Лейн дисквалифицировал Акинванде в 5-м раунде.

### Бой с Анджеем Голотой
В октябре 1997 года состоялся бой Льюиса против поляка Анджея Голоты. Льюис почти сразу набросился на Голоту. На 2-й минуте 1-го раунда он запер поляка в углу, и провёл несколько сильных правых кроссов подряд в челюсть, а потом ещё добавил пару крюков с обеих рук. Голота упал. Он встал с безумными глазами, и вдруг побежал в сторону. Джо Кортес поспешил за ним и остановил его. Из-за этого рефери считал дольше положенных 10-ти секунд. Поляк не высказал готовности продолжать поединок, и явно не пришёл в себя, однако Джо Кортес позволил бою продолжиться. Льюис вновь набросился на Голоту. Голота встал на одном месте, даже не пытаясь уйти от атаки. Льюис провёл серию мощнейших кроссов с обеих рук, загнав поляка в угол. Затем Льюис провёл ещё серию ударов, преимущественно с правой руки. Голота рухнул в углу. Рефери начал отсчёт, но видя, что поляк не приходит в себя, остановил бой.
В марте 1998 года Льюис встретился с астматиком Шенноном Бриггсом. В предыдущем бою Бриггс спорно победил Джорджа Формана. Бриггсу удалось левым крюком здорово зацепить Льюиса в начале боя, но он не смог этим воспользоваться, за что и поплатился. В 4 и 5 раундах Льюис несколько раз отправил противника на настил. На последних секундах обессиленный Бриггс больше не мог защищаться и рефери остановил бой.
В сентябре 1998 года британец провёл обязательную защиту против небитого хорвата с прической Чингачгука Желько Мавровича. Льюис не слишком подготовился к бою. В 7-м раунде Мавровичу удалось потрясти Льюиса, но добить его не сумел. Льюис победил единогласным решением судей, хотя его победа по очкам выглядела не впечатляющей. После этого боя Маврович ушёл из бокса.

### Объединительный бой с Эвандером Холифилдом I
В марте 1999 года состоялся объединительный бой двух легенд — Льюиса и Эвандера Холифилда. Британец доминировал весь бой, попав ударов больше, чем Холифилд вообще выбросил, но судьи неожиданно дали ничью. Это было одно из самых скандальных решений в истории бокса. Был назначен реванш. Известный промоутер Дон Кинг после боя сказал, что если никто не был нокаутирован, значит это ничья. Холифилд заявил, что его выступление было затруднено проблемами с желудком и судорогами ног.

### Объединительный бой с Эвандером Холифилдом II
В ноябре 1999 года Льюис и Холифилд встретились повторно. По иронии судьбы, на этот раз Холифилд смотрелся лучше, чем в 1-м бою, однако для победы этого не хватило. По мнению некоторых экспертов Холифилд был лучше, но судьи присудили победу Ленноксу Льюису единогласным решением. Леннокс Льюис стал новым абсолютным чемпионом мира.
Льюиса лишили титула WBA за отказ от встречи с обязательным претендентом Джоном Руисом.

### Бой с Майклом Грантом
В апреле 2000 года Льюис встретился с перспективным Майклом Грантом (31—0). Он набросился на него также как на Голоту. Грант трижды побывал в нокдауне в 1-м раунде, и один раз во 2-м. В конце 2-го раунда Льюис правым апперкотом отправил претендента в нокаут.
В июле 2000 года британец во 2-м раунде нокаутировал безударного южноафриканца Франсуа Боту.
В ноябре 2000 года Льюис вышел на ринг против очень сильного и популярного нокаутера Дэвида Туа. Бой начался со взрывной атаки Туа. Льюис старался всячески уклониться от боя, путём отхода назад. В конце 2-го раунда Льюис сдержал сильнейший удар в голову от соперника и опустил руки, после этого прозвучал гонг, что спасло его от дальнейшей атаки Туа. В последующих раундах Льюис за счёт уклонений от откровенной схватки с атакующим Туа, выбрасывая левый джеб с дистанции перестучал своего противника по очкам.

### Второе поражение. Бой с Хасимом Рахманом
В апреле 2001 года Льюис вышел на ринг против Хасима Рахмана. Это была добровольная защита. В конце 5-го раунда Рахман несколько раз выбросил левый джеб в голову. Льюис отошёл к канатам. Рахман провёл правый кросс в челюсть противника. Льюис мгновенно рухнул на канвас. На счёт 10 он всё ещё находился на канвасе. Иронизируя над Льюисом, комментатор HBO Ларри Мерчант назвал этот бой «Разрушение в джунглях» (англ. Crumble in jungle). Другой комментатор HBO Джим Лэмпли сравнил результат боя с поединком Джеймс Даглас — Майк Тайсон. Бой получил звание «апсет года» по версии журнала «Ринг».
Льюис сразу потребовал реванш. Команда Рахмана отказала. Тогда британец подал на него в суд. Суд обязал Рахмана дать реванш.

### Реванш с Хасимом Рахманом
В ноябре 2001 года состоялся 2-й бой между Ленноксом Льюисом и Хасимом Рахманом. В середине 4-го раунда британец провёл левый хук в челюсть, и сразу правый туда же. Рахман рухнул на канвас. Он попытался подняться, но на счёт 10 опять упал. Льюис победил нокаутом. Этот нокаут стал «нокаутом года» по версии журнала «Ринг».

### Бой с Майком Тайсоном
В 1996 году Льюис вызывал Тайсона на бой, но Майк предпочел бой с Холифилдом. В июне 2002 года состоялся поединок Майка Тайсона и Леннокса Льюиса. 1-й раунд остался за Тайсоном, далее Леннокс выглядел намного убедительнее. В середине 8-го раунда Льюис левым апперкотом попал в челюсть Тайсона. Тайсон присел на корточки, рефери отсчитал нокдаун. Ближе к концу раунда Льюис правым крюком послал Тайсона на канвас. На счёт 10 Тайсон только встал на колено. Рефери зафиксировал нокаут. Каждый боксёр получил по 35 млн долларов США
.

### Бой с Виталием Кличко
Кирк Джонсон за несколько недель до боя получил травму. Ему была срочно найдена замена в лице украинца Виталия Кличко. Бой состоялся 21 июня 2003 года. Виталий хорошо провел 2 первых раунда, смог сильно потрясти Леннокса правым кроссом во втором раунде. Конец боя остался за Льюисом. В 6-м раунде Леннокс провёл мощный апперкот, который очень сильно потряс Виталия. По причине тяжёлой травмы (сильного рассечения) в перерыве между 6-м и 7-м раундами бой остановили и Льюису присудили победу техническим нокаутом.

## Результаты боёв
В таблице перечислены результаты всех поединков боксёров.
В каждой строке указан результат поединка. Дополнительно номер поединка обозначен цветом, который обозначает итог поединка. Расшифровка обозначений и цветов представлена в нижеследующей таблице.
| Пример | Расшифровка                     |
| ------ | ------------------------------- |
|        | Победа                          |
|        | Ничья                           |
|        | Поражение                       |
|        | Планируемый поединок            |
|        | Поединок признан несостоявшимся |
| КО     | Нокаут                          |
| ТКО    | Технический нокаут              |
| PTS    | Решение судей (по очкам)        |
| UD     | Единогласное решение судей      |
| MD     | Решение большинства судей       |
| SD     | Раздельное решение судей        |
| RTD    | Отказ от продолжения боя        |
| DQ     | Дисквалификация                 |
| NC     | Поединок признан несостоявшимся |

| Бой | Рекорд     | Дата             | Возраст                      | Соперник                       | Возраст соперника            | Место боя                                                        | Результат      | Данные о бое |
| --- | ---------- | ---------------- | ---------------------------- | ------------------------------ | ---------------------------- | ---------------------------------------------------------------- | -------------- | --- |
| 44  | 41(32)-2-1 | 21 июня 2003     | 37 лет 9 месяцев и 19 дней   | Виталий Кличко (32-1)          | 31 год 11 месяцев и 2 дня    | Staples Center, Лос-Анджелес, Калифорния, США                    | TKO6 (12) 3:00 | Бой остановлен из-за рассечения у Кличко. Защитил титул чемпиона мира по версии WBC, 2-я защита Льюиса. Защитил титул чемпиона мира по версии IBO, 2-я защита Льюиса. Защитил титул чемпиона мира по версии The Ring, 1-я защита Льюиса.                                                                 |
| 43  | 40(31)-2-1 | 8 июня 2002      | 36 лет 11 месяцев и 6 дней   | Майк Тайсон (49-3)             | 36 лет 1 месяц и 9 дней      | The Pyramid, Мемфис, Теннесси, США                               | KO8 (12) 2:25  | Защитил титул чемпиона мира по версии WBC, 1-я защита Льюиса. Защитил титул чемпиона мира по версии IBF, 1-я защита Льюиса. Защитил титул чемпиона мира по версии IBO, 1-я защита Льюиса. Завоевал вакантный титул чемпиона мира по версии The Ring.                                                     |
| 42  | 39(30)-2-1 | 17 ноября 2001   | 36 лет 2 месяца и 15 дней    | Хасим Рахман (2) (35-2)        | 29 лет и 10 дней             | Mandalay Bay Resort & Casino, Лас-Вегас, Невада, США             | KO4 (12) 1:29  | Завоевал титул чемпиона мира по версии WBC, 1-я защита Рахмана. Завоевал титул чемпиона мира по версии IBF, 1-я защита Рахмана. Завоевал титул чемпиона мира по версии IBO, 1-я защита Рахмана. |
| 41  | 38(29)-2-1 | 22 апреля 2001   | 35 лет 7 месяцев и 20 дней   | Хасим Рахман (34-2)            | 28 лет 5 месяцев и 15 дней   | Carnival City, Бракпан, Гаутенг, ЮАР                             | KO5 (12) 2:32  | Потерял титул чемпиона мира по версии WBC, 10-я защита Льюиса. Потерял титул чемпиона мира по версии IBF, 4-я защита Льюиса. Потерял титул чемпиона мира по версии IBO, 4-я защита Льюиса. |
| 40  | 38(29)-1-1 | 11 ноября 2000   | 35 лет 2 месяца и 9 дней     | Дэвид Туа (37-1)               | 27 лет 11 месяцев и 21 день  | Mandalay Bay Resort & Casino, Лас-Вегас, Невада, США             | UD12 (12)      | 117-111 119-109 118-110. Защитил титул чемпиона мира по версии WBC, 9-я защита Льюиса. Защитил титул чемпиона мира по версии IBF, 3-я защита Льюиса. Защитил титул чемпиона мира по версии IBO, 3-я защита Льюиса.                                                                                       |
| 39  | 37(29)-1-1 | 15 июля 2000     | 34 года 10 месяцев и 13 дней | Франсуа Бота (40-2-1)          | 31 год 10 месяцев и 6 дней   | New London Arena, Миллуолл, Лондон, Великобритания               | TKO2 (12) 2:39 | Защитил титул чемпиона мира по версии WBC, 8-я защита Льюиса. Защитил титул чемпиона мира по версии IBF, 2-я защита Льюиса. Защитил титул чемпиона мира по версии IBO, 2-я защита Льюиса. |
| 38  | 36(28)-1-1 | 29 апреля 2000   | 34 года 7 месяцев и 27 дней  | Майкл Грант (31-0)             | 27 лет 8 месяцев и 25 дней   | Madison Square Garden, Нью-Йорк, Нью-Йорк, США                   | KO2 (12) 2:53  | Защитил титул чемпиона мира по версии WBC, 7-я защита Льюиса. Защитил титул чемпиона мира по версии IBF, 1-я защита Льюиса. Защитил титул чемпиона мира по версии IBO, 1-я защита Льюиса. |
| 37  | 35(27)-1-1 | 13 ноября 1999   | 34 года 2 месяца и 11 дней   | Эвандер Холифилд (2) (36-3-1)  | 37 лет и 25 дней             | Thomas & Mack Center, Лас-Вегас, Невада, США                     | UD12 (12)      | 116-112 117-111 115-113. Защитил титул чемпиона мира по версии WBC, 6-я защита Льюиса. Завоевал титул чемпиона мира по версии WBA, 5-я защита Холифилда. Завоевал титул чемпиона мира по версии IBF, 3-я защита Холифилда. Завоевал вакантный титул чемпиона мира по версии IBO.                         |
| 36  | 34(27)-1-1 | 13 марта 1999    | 33 года 6 месяцев и 11 дней  | Эвандер Холифилд (36-3)        | 36 лет 4 месяца и 25 дней    | Madison Square Garden, Нью-Йорк, Нью-Йорк, США                   | SD12 (12)      | 116-113 113-115 115-115. Защитил титул чемпиона мира по версии WBC, 5-я защита Льюиса. Бой за титул чемпиона мира по версии WBA, 4-я защита Холифилда. Бой за титул чемпиона мира по версии IBF, 2-я защита Холифилда.                                                                                   |
| 35  | 34(27)-1   | 26 сентября 1998 | 33 года и 24 дня             | Желько Маврович (27-0)         | 29 лет 7 месяцев и 9 дней    | Мохеган Сан, Анкасвилл, Коннектикут, США                         | UD12 (12)      | 119-109 117-111 117-112. Защитил титул чемпиона мира по версии WBC, 4-я защита Льюиса. |
| 34  | 33(27)-1   | 28 марта 1998    | 32 года 6 месяцев и 26 дней  | Шэннон Бриггс (30-1)           | 26 лет 3 месяца и 24 дня     | Boardwalk Convention Center, Атлантик-Сити, Нью-Джерси, США      | TKO5 (12) 1:45 | Бриггс в нокдауне 3 раза. Защитил титул чемпиона мира по версии WBC, 3-я защита Льюиса. |
| 33  | 32(26)-1   | 4 октября 1997   | 32 года 1 месяц и 2 дня      | Анджей Голота (28-2)           | 29 лет 8 месяцев и 29 дней   | Caesars Hotel & Casino, Атлантик-Сити, Нью-Джерси, США           | KO1 (12) 1:35  | Защитил титул чемпиона мира по версии WBC, 2-я защита Льюиса. |
| 32  | 31(25)-1   | 12 июля 1997     | 31 год 10 месяцев и 10 дней  | Генри Акинванде (32-0-1)       | 31 год и 9 месяцев           | Caesars Tahoe, Стетлайн, Невада, США                             | DQ5 (12) 2:34  | Защитил титул чемпиона мира по версии WBC, 1-я защита Льюиса. |
| 31  | 30(25)-1   | 7 февраля 1997   | 31 год 5 месяцев и 5 дней    | Оливер Маккол (2)(28-6)        | 31 год 9 месяцев и 17 дней   | Hilton Hotel, Лас-Вегас, Невада, США                             | TKO5 (12) 0:55 | Завоевал вакантный титул чемпиона мира по версии WBC. |
| 30  | 29(24)-1   | 10 мая 1996      | 30 лет 8 месяцев и 8 дней    | Рэй Мерсер (23-3-1)            | 35 лет 1 месяц и 6 дней      | Madison Square Garden, Нью-Йорк, Нью-Йорк, США                   | MD10 (10)      | 96-94 96-95 95-95. |
| 29  | 28(24)-1   | 7 октября 1995   | 30 лет 1 месяц и 5 дней      | Томми Моррисон (45-2-1)        | 26 лет 9 месяцев и 5 дней    | Convention Center, Атлантик-Сити, Нью-Джерси, США                | TKO6 (12) 1:22 | Завоевал титул чемпиона мира по версии IBC, 1-я защита Моррисона. |
| 28  | 27(23)-1   | 2 июля 1995      | 29 лет и 10 месяцев          | Джастин Фортуне (11-2-1)       | 29 лет 6 месяцев и 11 дней   | The Point, Дублин, Ирландия                                      | TKO4 (10) 1:48 | |
| 27  | 26(22)-1   | 13 мая 1995      | 29 лет 8 месяцев и 11 дней   | Лайнел Батлер (22-10-1)        | 27 лет 9 месяцев и 18 дней   | Arco Arena, Сакраменто, Калифорния, США                          | TKO5 (12) 2:55 | Отборочный бой по версии WBC. |
| 26  | 25(21)-1   | 24 сентября 1994 | 29 лет и 22 дня              | Оливер Маккол (24-5)           | 29 лет 5 месяцев и 3 дня     | The Arena, Уэмбли, Лондон, Великобритания                        | TKO2 (12) 0:31 | Потерял титул чемпиона мира по версии WBC, 4-я защита Льюиса. |
| 25  | 25(21)-0   | 6 мая 1994       | 28 лет 8 месяцев и 4 дня     | Фил Джексон (30-1)             | 29 лет 6 месяцев и 1 день    | Boardwalk Convention Center, Атлантик-Сити, Нью-Джерси, США      | TKO8 (12) 1:35 | Защитил титул чемпиона мира по версии WBC, 3-я защита Льюиса. |
| 24  | 24(20)-0   | 1 октября 1993   | 28 лет и 29 дней             | Фрэнк Бруно (36-3)             | 31 год 10 месяцев и 15 дней  | Cardiff Arms Park Кардифф, Уэльс, Великобритания                 | TKO7 (12) 1:12 | Защитил титул чемпиона мира по версии WBC, 2-я защита Льюиса. |
| 23  | 23(19)-0   | 8 мая 1993       | 27 лет 8 месяцев и 6 дней    | Тони Таккер (48-1)             | 34 года 4 месяца и 11 дней   | Thomas & Mack Center, Лас-Вегас, Невада, США                     | UD12 (12)      | 117-111 116-112 118-111. Таккер в нокдауне в 3 и 9 раунде. Защитил титул чемпиона мира по версии WBC, 1-я защита Льюиса. |
| 22  | 22(19)-0   | 31 октября 1992  | 27 лет 1 месяц и 29 дней     | Донован Раддок (27-3-1)        | 28 лет 10 месяцев и 10 дней  | Earls Court Exhibition Hall, Лондон, Кенсингтон, Великобритания  | TKO2 (12) 0:46 | Раддок в нокдауне в 1 раунде. Раддок два раза в нокдауне во 2 раунде. Защитил титул чемпиона Великобритании и британских содружеств, 1-я защита Льюиса. Отборочный бой по версии WBC. Вскоре после этого боя Льюис был объявлен чемпионом мира по версии WBC из-за отказа Риддика Боу встретиться с ним. |
| 21  | 21(18)-0   | 11 августа 1992  | 26 лет 11 месяцев и 9 дней   | Майк Диксон (10-5)             | 27 лет 4 месяца и 19 дней    | Harrah’s Marina Hotel Casino, Атлантик-Сити, Нью-Джерси, США     | TKO4 (10) 1:02 | |
| 20  | 20(17)-0   | 30 апреля 1992   | 26 лет 7 месяцев и 28 дней   | Дерек Уильямс (19-4)           | 27 лет 1 месяц и 19 дней     | Royal Albert Hall, Кенсингтон, Лондон, Великобритания            | TKO3 (12) 2:30 | Защитил титул чемпиона Европы по версии EBU, 3-я защита Льюиса. Защитил титул чемпиона Великобритании, 2-я защита Льюиса. Завоевал титул чемпиона Великобритании и британских содружеств, 1-я защита Уильямса.                                                                                           |
| 19  | 19(16)-0   | 1 февраля 1992   | 26 лет 4 месяца и 30 дней    | Леви Биллапс (16-5)            | 31 год 8 месяцев и 14 дней   | Caesars Palace, Лас-Вегас, Невада, США                           | UD10 (10)      | 99-91 100-90 98-92. |
| 18  | 18(16)-0   | 23 ноября 1991   | 26 лет 2 месяца и 21 день    | Тайрелл Биггс (19-4)           | 30 лет 11 месяцев и 1 день   | The Omni Атланта, Джорджия, США                                  | TKO3 (10) 2:47 | Биггс три раза в нокдауне в 3 раунде. |
| 17  | 17(15)-0   | 30 сентября 1991 | 26 лет и 28 дней             | Гленн Маккори (28-6)           | 27 лет и 7 дней              | Royal Albert Hall, Кенсингтон, Лондон, Великобритания            | KO2 (12) 1:30  | Защитил титул чемпиона Европы по версии EBU, 2-я защита Льюиса. Защитил титул чемпиона Великобритании, 1-я защита Льюиса. |
| 16  | 16(14)-0   | 12 июля 1991     | 25 лет 10 месяцев и 10 дней  | Майк Уивер (35-15-1)           | 39 лет и 4 дня               | Caesars Tahoe, Outdoor Arena, Стетлайн, Невада, США              | KO6 (10) 1:05  | |
| 15  | 15(13)-0   | 6 марта 1991     | 25 лет 6 месяцев и 4 дня     | Гэри Мэйсон (35-0-0)           | 28 лет 2 месяца и 19 дней    | The Arena, Уэмбли, Лондон, Великобритания                        | TKO7 (12) 0:44 | Защитил титул чемпиона Европы по версии EBU, 1-я защита Льюиса. Завоевал титул чемпиона Великобритании, 2-я защита Мэйсона. |
| 14  | 14(12)-0   | 31 октября 1990  | 25 лет 1 месяц и 29 дней     | Жан Морис Шане (24-10)         | 36 лет и 4 дня               | National Sports Centre, Кристал Пэлас, Лондон, Великобритания    | TKO6 (12) 0:16 | Бой остановлен из-за рассечения. Завоевал титул чемпиона Европы по версии EBU, 3-я защита Шане. |
| 13  | 13(11)-0   | 11 июля 1990     | 24 года 10 месяцев и 9 дней  | Майк Акей (11-4-1)             | 29 лет 1 месяц и 28 дней     | Superstars Nite Club, Китченер, Онтарио, Канада                  | KO2 (10) 1:34  | |
| 12  | 12(10)-0   | 27 июня 1990     | 24 года 9 месяцев и 25 дней  | Осси Окасио (22-9-1)           | 34 года 10 месяцев и 15 дней | Royal Albert Hall, Кенсингтон, Лондон, Великобритания            | PTS8 (8)       | 80-77. |
| 11  | 11(10)-0   | 20 мая 1990      | 24 года 8 месяцев и 18 дней  | Дэн Мерфи (25-4-1)             | 27 лет 8 месяцев и 23 дня    | City Hall, Шеффилд, Йоркшир, Великобритания                      | TKO6 (8)       | |
| 10  | 10(9)-0    | 9 мая 1990       | 24 года 8 месяцев и 7 дней   | Джордж Альфредо Даскола (14-3) | 28 лет 10 месяцев и 24 дня   | Royal Albert Hall, Кенсингтон, Лондон, Великобритания            | KO1 (8) 2:59   | |
| 9   | 9(8)-0     | 14 апреля 1990   | 24 года 7 месяцев и 12 дней  | Майкл Симувелу (18-2-1)        | 27 лет 8 месяцев и 21 день   | Royal Albert Hall, Кенсингтон, Лондон, Великобритания            | TKO1 (8) 0:58  | |
| 8   | 8(7)-0     | 22 марта 1990    | 24 года 6 месяцев и 20 дней  | Кэлвин Джонс (13-4)            | 27 лет 10 месяцев и 2 дня    | Gateshead Leisure Centre, Гейтсхед, Тайн-энд-Уир, Великобритания | KO1 (8) 2:34   | |
| 7   | 7(6)-0     | 31 января 1990   | 24 года 4 месяца и 29 дней   | Ноэл Куарлесс (19-11)          | 27 лет 2 месяца и 25 дней    | York Hall, Бетнал Грин, Лондон, Великобритания                   | TKO2 (6) 1:25  | |
| 6   | 6(5)-0     | 18 декабря 1989  | 24 года 3 месяца и 16 дней   | Грег Горрелл (21-7)            | 31 год 1 месяц и 4 дня       | Memorial Auditorium, Китченер, Онтарио, Канада                   | TKO5 (8) 0:51  | |
| 5   | 5(4)-0     | 5 ноября 1989    | 24 года 2 месяца и 3 дня     | Мелвин Эппс (14-19-1)          | 29 лет 10 месяцев и 23 дня   | Royal Albert Hall, Кенсингтон, Лондон, Великобритания            | DQ2 (6) 0:30   | |
| 4   | 4(4)-0     | 10 октября 1989  | 24 года 1 месяц и 8 дней     | Стив Гербер (13-10-1)          | 27 лет 3 месяца и 20 дней    | City Hall, Йоркшир, Халл, Великобритания                         | KO1 (6)        | |
| 3   | 3(3)-0     | 25 сентября 1989 | 24 года и 23 дня             | Эндрю Джеррард (11-30-5)       | 26 лет 3 месяца и 27 дней    | National Sports Centre, Кристал Пэлас, Лондон, Великобритания    | TKO4 (6) 0:33  | |
| 2   | 2(2)-0     | 21 июля 1989     | 23 года 10 месяцев и 19 дней | Брюс Джонсон (5-10-1)          | 22 года 3 месяца и 7 дней    | Convention Center, Атлантик-Сити, Нью-Джерси США                 | TKO2 (6)       | |
| 1   | 1(1)-0     | 27 июня 1989     | 23 года 9 месяцев и 25 дней  | Эл Малкольм (11-12-1)          | 31 год 2 месяца и 17 дней    | Royal Albert Hall, Кенсингтон, Лондон, Великобритания            | KO2 (6) 0:19   | |
| Бой | Рекорд     | Дата             | Возраст                      | Соперник                       | Возраст соперника            | Место боя                                                        | Результат      | Данные о бое |